# 赫尔辛基大学站
赫尔辛基大学地铁站（芬蘭語：Helsingin yliopiston metroasema），是芬兰赫爾辛基地鐵的车站。该站服务于赫尔辛基大学及赫尔辛基中心市区凯萨半岛区和克卢维区。1995至2015年间该站名为凯萨半岛站（Kaisaniemi）。该站位于地下27米处，海平面22米以下，位于中央火车站东边600米、哈卡半岛站南边900米处。M1和M2两条地铁线均停靠此站。

## 改名
2014年4月，赫尔辛基市议会投票后决定将此站的名字凯萨半岛站改为赫尔辛基大学地铁站。改名在赫尔辛基大学建校375周年时完成。赫尔辛基地铁有两个站是以大学名字来命名的，另外一个是阿尔托大学站。